# Rhynchospora confusa
Rhynchospora confusa là loài thực vật có hoa trong họ Cói. Loài này được Ballard miêu tả khoa học đầu tiên năm 1934.